# 有野篤
有野 篤（ありの あつし、1967年 - ）は日本の漫画家、イラストレーター。男性。自称および愛称は「ポンチ絵描き」。

## 作風・特徴
オートスポーツ（三栄書房）やモデルカーズ（ネコ・パブリッシング）、タミヤニュース（タミヤ）など、自動車、模型関係を軸としたイラストを幅広く描いている。
「ポンチ絵描き」を自称しているように、いわゆる「ヘタウマ」に分類されるような画風でパロディや型破りなギャグを多用した展開を得意とする。また、正しい意味での「ポンチ絵」的な風刺も用いることも少なくない。
オートスポーツ連載の『あんたが大将 オレさま烈伝』や、同じ三栄書房の「WRC+」の『WRCオラオラ風雲録』などでは著名ドライバー達の来歴を漫画化（本人曰く「駄マンガ」）している。
モータースポーツ、自動車以外にも模型関連で戦車なども描くこともあり、またベネッセなどから動物などのイラストを請け負ったこともある。本人のサイトでは芸能人のイラストも公開されており、幅広いジャンルにも対応している。
何かを賞賛する際「イカすー!」という表現を多用する。

## 外部サイト
- イラストレーション・アリノ・ラボトリー - ウェイバックマシン（2006年6月29日アーカイブ分）